# Ghabit Müssirepow

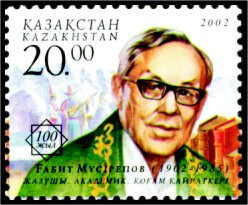
Ghabit Müssirepow auf einer kasachischen Briefmarke

Ghabit Machmutuly Müssirepow (kasachisch Ғабит Махмұтұлы Мүсірепов Ğabit Mahmūtūly Müsırepov, russisch Габит Махмутович Мусрепов Gabit Machmutowitsch Musrepow; * 9. Märzjul. / 22. März 1902greg. in Schanaschol, Oblast Akmolinsk, Russisches Kaiserreich; † 31. Dezember 1985 in Alma-Ata) war ein kasachisch-sowjetischer Schriftsteller und Politiker.

## Leben
Müssirepow wurde 1902 in Schanaschol im heutigen Nordkasachstan geboren. Er besuchte ab 1916 eine zweijährige russische Schule, die er aber nur ein Jahr lang besuchte. Danach besuchte er eine weitere russische Schule, die er 1921 abschloss. Anschließend absolvierte er eine RabFak in Orenburg und später begann er ein Studium am Landwirtschaftlichen Institut in Omsk. Dies brach er aber nach einem Jahr bereits ab.
Von 1927 bis 1928 arbeitete er dann als Lehrer an der Forstwirtschaftsschule in Schtschutschinsk. 1928 erschien sein erstes Werk, in dem er die Ereignisse des Russischen Bürgerkrieges in Kasachstan thematisierte. In den folgenden Jahren arbeitete Müssirepow als Chefredakteur und Zeitungsherausgeber. So leitete er zwischen 1928 und 1933 einen Verlag und zwischen März 1934 und Mai 1936 die Zeitung Sozialdy Qasaqstan. 1934 veröffentlichte er sein Werk Qys Schibek, das als Grundlage für das Libretto der ersten kasachischen Oper diente. Zusammen mit Bejimbet Mailin schrieb er 1936 das Stück Amangeldi, das zwei Jahre später als erster kasachischer Film überhaupt erschien. Im April 1939 wurde das Theaterstück in vier Akten Kozy-Korpesh – Bayan-Sulu, basierend auf einem kasachischen Epos, fertiggestellt. Die Uraufführung fand am 29. April 1940 im Kasachischen Akademischen Dramatheater statt.
1943 verfasste er zusammen mit Qajym Muchamedchanow und Äbdilda Täschibajew im Rahmen eines Wettbewerbs den Text der Hymne der Kasachischen SSR. Während des Zweiten Weltkrieges verfasste Müssirepow Essays und Geschichten über die Taten kasachischer Soldaten; außerdem übersetzte er Artikel und Werke sowjetischer Schriftsteller. 1949 wurde sein Roman Ein Soldat aus Kasachstan veröffentlicht.
Von 1938 bis 1965 war er Vorstandsmitglied des Verbandes der Schriftsteller der Kasachischen SSR, anschließend kurzzeitig Chefredakteur einer Zeitschrift und von 1957 bis 1966 dann Vorsitzender des Verbandes der Schriftsteller der Kasachischen SSR. 1970 bekam er für eines seiner Gedichte den Staatspreis der Kasachischen SSR verliehen. Seit 1958 war er Akademiemitglied der Akademie der Wissenschaften der Kasachischen SSR.
Er war außerdem politisch engagiert. Seit 1926 war er Mitglied der Kommunistischen Partei. In den Jahren 1936 bis 1938 war er Leiter für politische Bildung der Kommunistischen Partei der Kasachischen SSR und anschließend Leiter der Abteilung für Künste des Rates der Volkskommissare der Kasachischen SSR. So war er zwischen 1958 und 1962 Mitglied des fünften Obersten Sowjets der UdSSR und vom 13. August 1974 bis zum 16. Juli 1975 Vorsitzender des Obersten Sowjets der Kasachischen SSR.
Er starb 1985 in Alma-Ata.

## Auszeichnungen und Ehrungen
- Titel Held der sozialistischen Arbeit (1974)
- Staatspreis der Kasachischen SSR
- Leninorden (dreimal)
- Orden des Roten Banners der Arbeit (zweimal)
- Orden der Oktoberrevolution
- Orden der Völkerfreundschaft